# 梁晓丹
梁晓丹（1979年—），阿昌族，中华人民共和国政治人物、第十一届全国政协委员。
担任云南省德宏州梁河县九保乡副乡长。2008年，当选第十一届全国政协委员，代表少数民族界，分入第五十组。